# جيف ميلر (سياسي أمريكي)
جيف ميلر (بالإنجليزية: Jeff Miller)‏ هو سياسي أمريكي، ولد في 14 سبتمبر 1963 في بوسطن في الولايات المتحدة. حزبياً، نشط في الحزب الجمهوري الكاليفورني ‏ والحزب الجمهوري. وقد انتخب عضو جمعية ولاية كاليفورنيا.